# Arboretum de L'Hôpital
El Arboreto de L'Hôpital (en francés: Arboretum de L'Hôpital), es un arboreto de 2,5 hectáreas de extensión, que se encuentra en la "Forêt communal de Zang" entre los terrenos comunales de las comunas de L'Hôpital, y de Saint-Avold en  Francia.

## Localización
Está situado en La forêt de Zang que se encuentra en una zona en la que se encuentran numerosos vestigios que datan de la Primera y Segunda Guerra Mundial, tales como diversas estructuras de la Ligne Maginot situadas en las cercanías.
Situado en la "bordure du Warndt", junto al "vallée de la Rosselle", el área tiene una semejanza a la zona de los Vosgos con sus numerosas colinas y falsos llanos. Presenta un relieve moderado, con unos 350 m s. n. m. en las cumbres más altas. Saint-Avold está situado exactamente sobre la frontera geológica de la cuenca parisiense, donde se encuentran los primeros afloramientos de rocas primarias cuando se viene desde el oeste.
- Días lluviosos: Promedio de 200 días de precipitaciones al año;
- Promedio Anual de Precipitaciones: 1 900 mm,
- Temperatura media: 13,5 °C.

Está abierto todos los días del año.

## Historia
Este arboreto tiene su origen en un club fundado en 1967 por Georges Meisse, Jefe de Distrito de Aguas y Bosques quién junto a Fernand Aust, Pierre Froehelig, y Jacques Fischer, se convirtieron en los fundadores el 20 de marzo de 1975 de la « Association Protectrice des Oiseaux et de la Nature » (APON) (Asociación Protector de las Aves y Naturaleza) 
Situado por debajo de la forêt de Zang, el arboreto tiene especies locales, cerca de una casa de piedra construida por los voluntarios de la asociación y vandalizada en varias ocasiones. Se identifican cuarenta árboles y arbustos.
La asociación "APON" en su enfoque destinado a proteger a las aves, instala en el arboreto 120 cajas nido para aves canoras y 3 alimentadores. 
El "APON" es una organización sin fines de lucro dirigida por voluntarios. Los recursos provienen principalmente de las cuotas de membresía, donaciones, las acciones emprendidas por la asociación (fiestas en el arboreto) y subvenciones de las comunas de l'Hôpital y de Saint-Avold.
El arboreto actualmente está administrado conjuntamente por la comuna y la « Association Protectrice des Oiseaux et de la Nature » (APON), alberga 40 tipos de árboles y arbustos.

## Colecciones
El tipo de bosque instalado después de la Edad de Hielo fue el hayedo-abetal con su sotobosque floral y de arbustos aún presente en la zona: serbal, mostajo, acebo, espino cerval, digitalis purpurea, epilobios, mirtos, helecho águila, brezos, etc.
La plantación de abetos de Nordmann después de la Primera Guerra Mundial, fue pensada inicialmente para ocultar los estragos del conflicto. 

## Reconocimientos
Cerca del arboreto en la forêt de Zang, se encuentra un roble centenario (unos 900 años) llamado « Gros Chêne » o « Chêne des Sorcières » (roble de las brujas). Se trata de un roble pedunculado (Quercus robur L.) que consta de dos árboles que se han fusionado. 
Este es uno de los árboles de los bosques primigenios antiguos de Francia. La circunferencia de su tronco mide 6,40 m a una altura de 1,50 m. Su altura es de aproximadamente 21 m. 
Vandalisado en 2008 y que ha sufrido varias tormentas, en la actualidad está apoyado con varios contrafuertes como consecuencia de las obras de protección realizadas por la "ONF" (Office national des forêts). 
Está clasificado dentro de los Arbres remarquables de France. No es parte del arboreto.
Algunos detalles en el "Arboretum de L'Hôpital".

Detalles
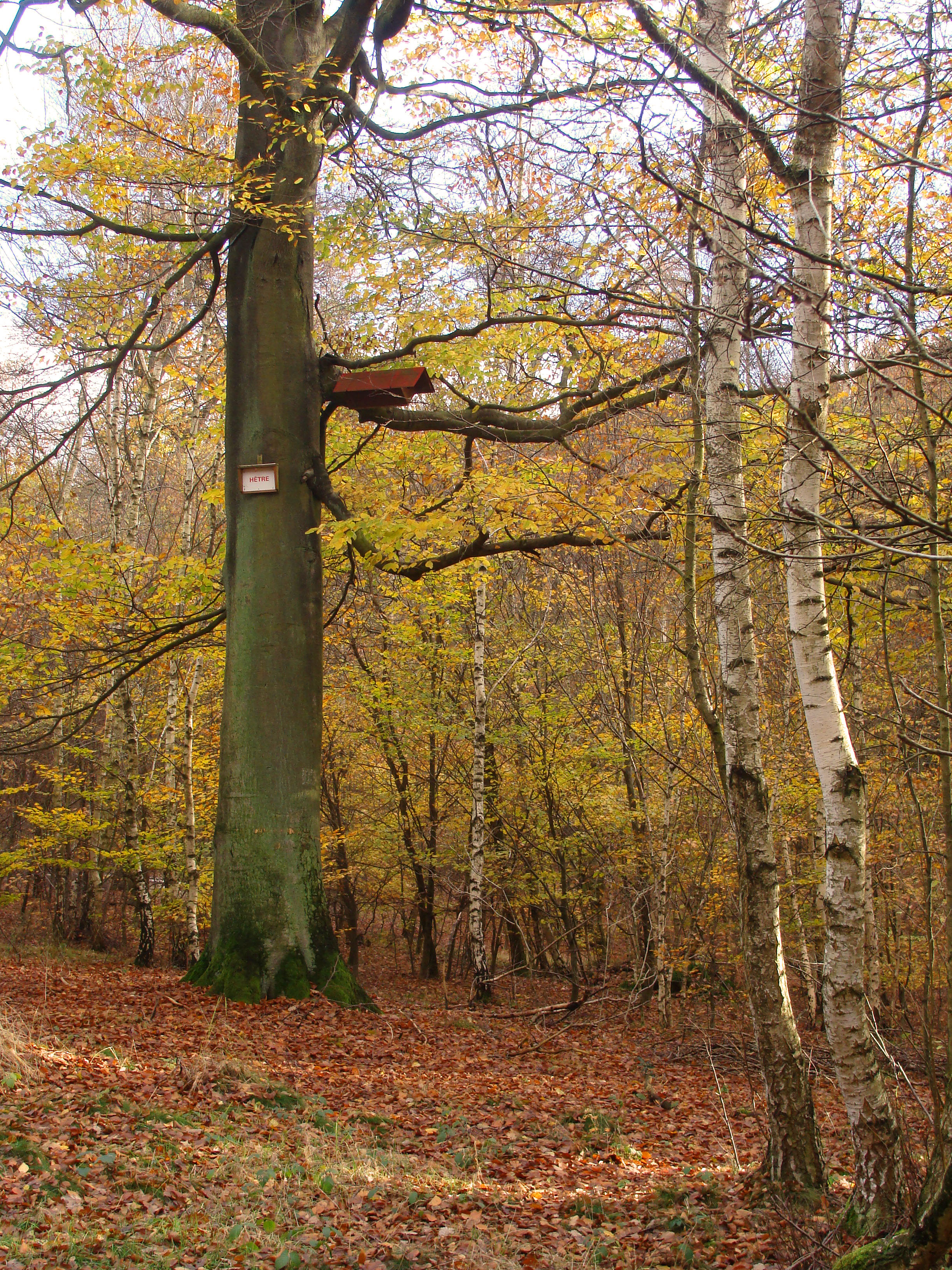
Troncos de hayas (al fondo) y abedúl (primer plano) en el arboreto.
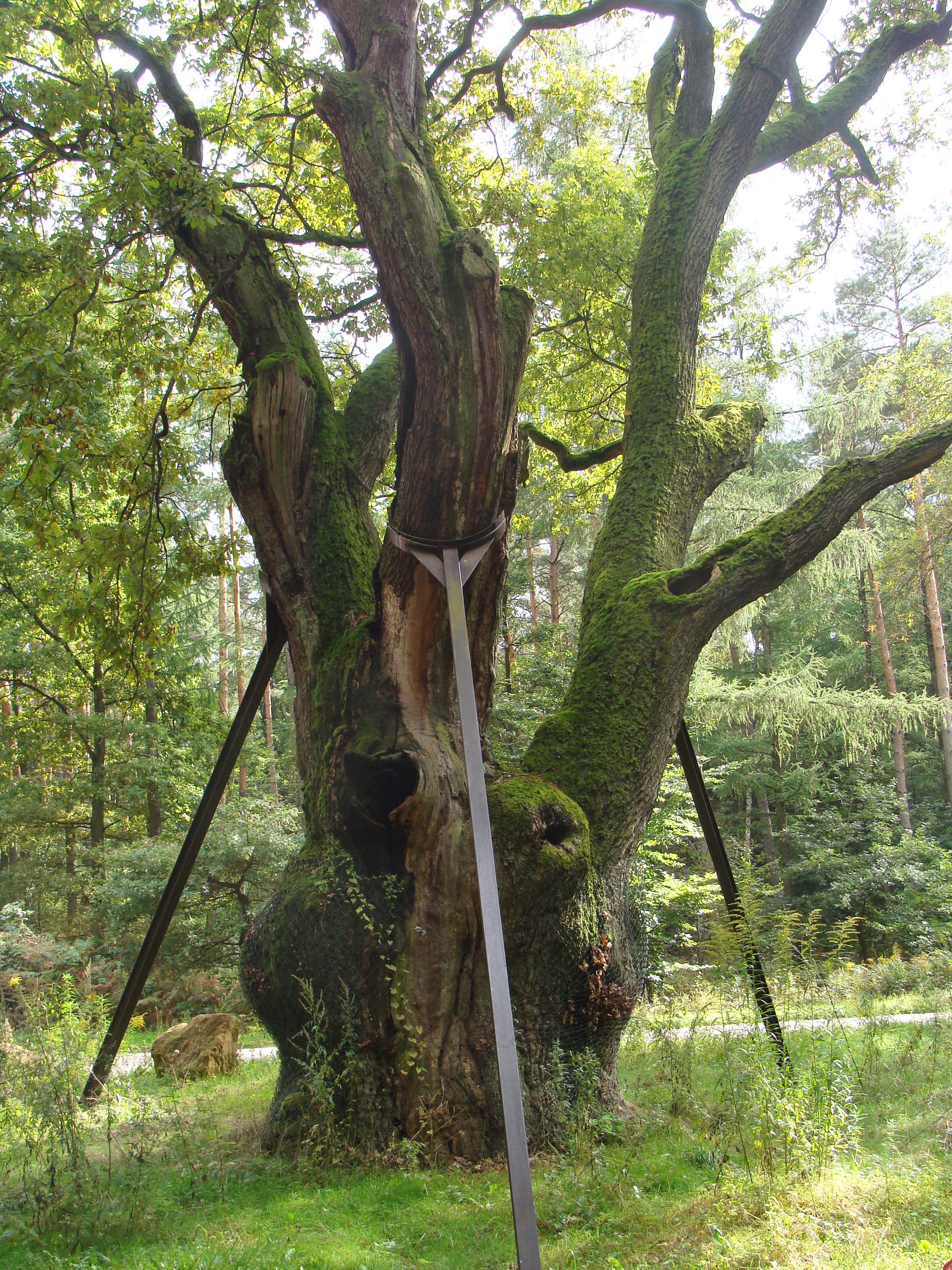
El gran roble milenario o « Chêne des Sorcières » (forêt de Zang).
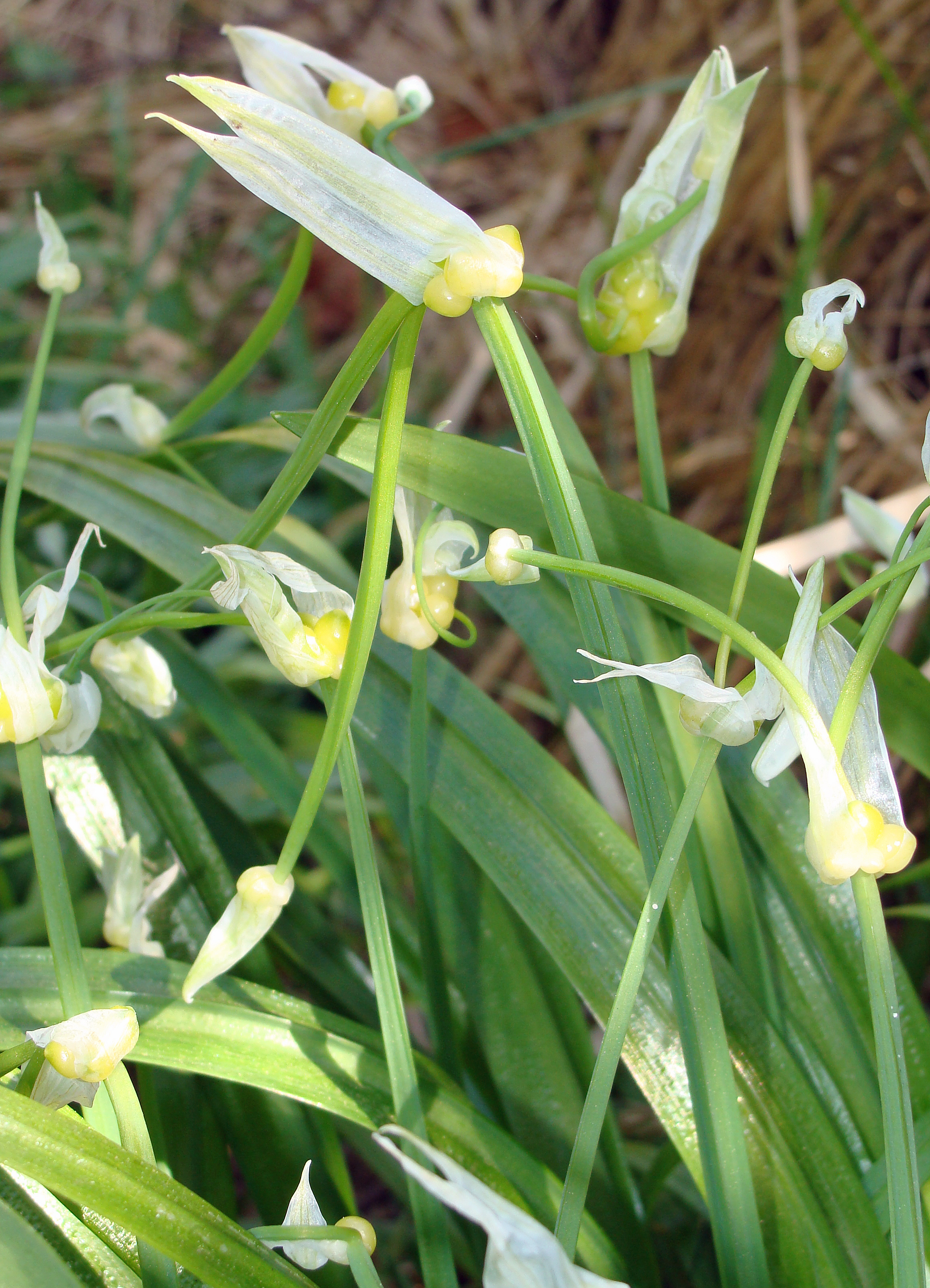
Ejemplar de Allium paradoxum.
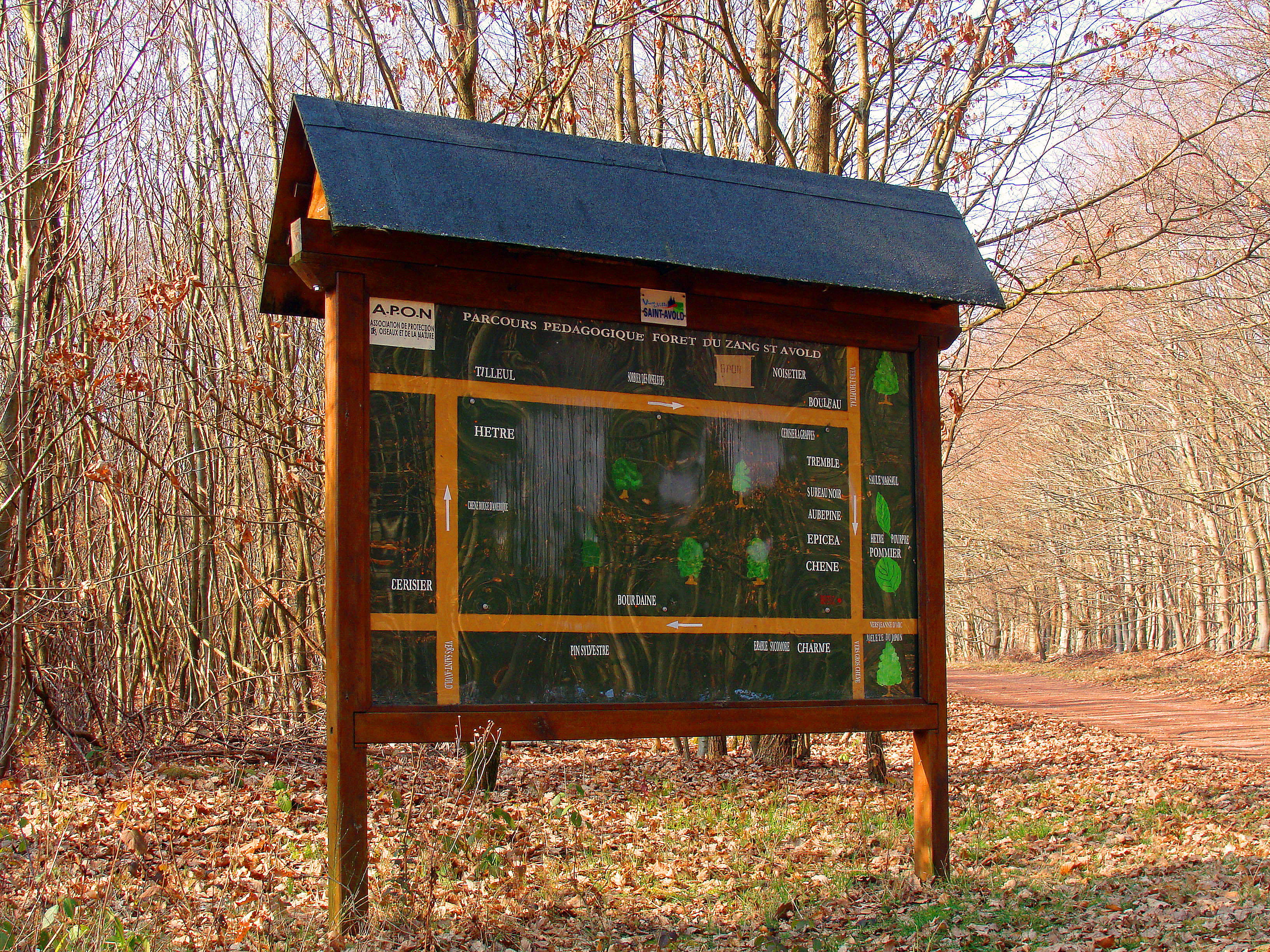
Plano de situación dentro del arboreto.
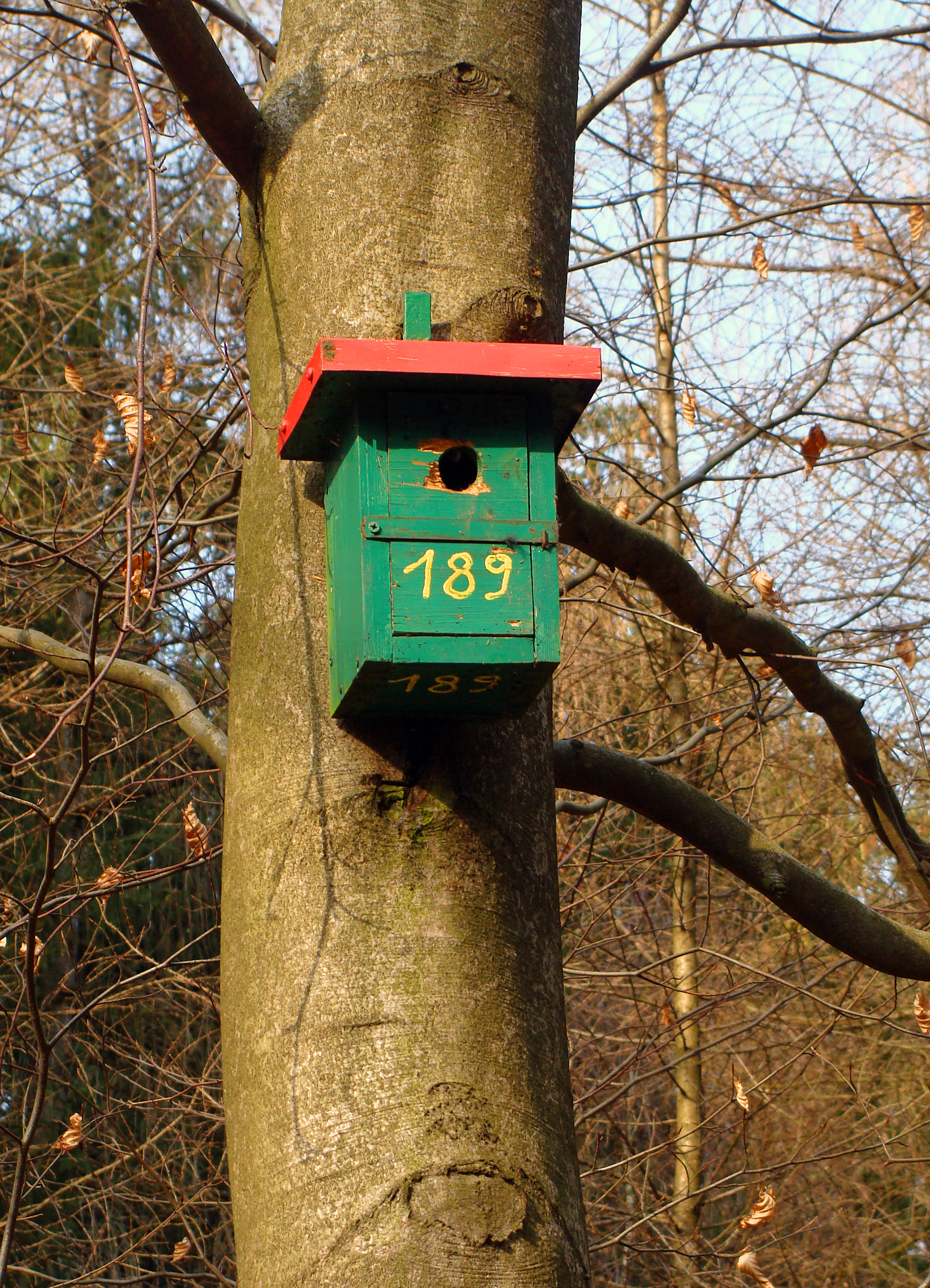
Una de las 120 cajas nido instaladas por el "APON".
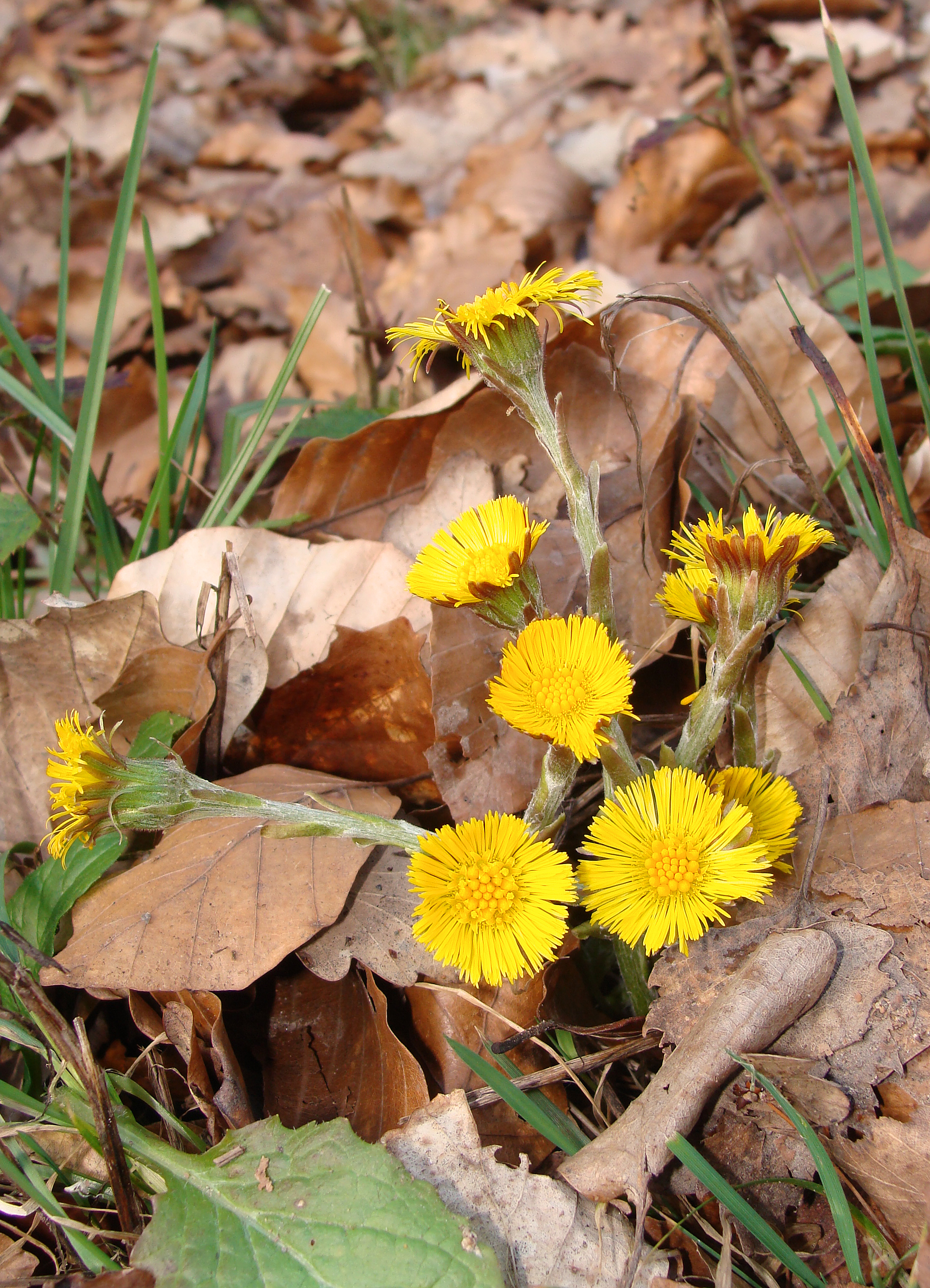
Espécimen de Tusilago.